# Gazoduc Bakou-Tbilissi-Erzurum

Carte des pipelines partant de Bakou.

Le gazoduc Bakou-Tbilissi-Erzurum (BTE) est un gazoduc qui relie en 692 km Bakou en Azerbaïdjan à Erzurum en Turquie en passant par Tbilissi en Géorgie. Il est parallèle à l'oléoduc Bakou-Tbilissi-Ceyhan. Il serait un fournisseur du projet de gazoduc Nabucco.

## Histoire
Le 21 mai 2006, le gaz de mise en service a été pompé dans le pipeline depuis le terminal de Sangachal. Les premières livraisons ont commencé le 30 septembre 2006. Les livraisons de gaz du gisement de gaz de Shah Deniz ont débuté le 15 décembre 2006,. 
Le 12 août 2008, l'oléoduc BP a fermé le pipeline pour des raisons de sécurité en raison du conflit en Ossétie du Sud. Les approvisionnements en gaz ont repris le 14 août 2008,,.  

## Description
Le gazoduc de 42 pouces (1 070 mm) de diamètre traverse le même corridor que l'oléoduc Bakou-Tbilissi-Ceyhan jusqu'à Erzurum, où la CTB se dirige vers le sud en direction de la Méditerranée. Il mesure 692 kilomètres (430 mi), dont 442 kilomètres (275 milles) en Azerbaïdjan et 248 kilomètres (154 milles) en Géorgie.
La capacité initiale du pipeline était de 8,8 milliards de mètres cubes (310 milliards de pieds cubes) de gaz par année. 
Pour la deuxième phase du développement de Shah Deniz, la capacité serait augmentée jusqu'à 25 milliards de mètres cubes (880 milliards de pieds cubes) en ajoutant des boucles supplémentaires et deux nouvelles stations de compression, coûtant 3 milliards de dollars,. 
Comme l'oléoduc pourrait être connecté aux producteurs turkmènes et kazakhs grâce au gazoduc transcaspien prévu, l'Azerbaïdjan a proposé d'augmenter sa capacité jusqu'à 60 milliards de mètres cubes (2,1 billions de pieds cubes) en construisant une deuxième ligne du gazoduc,.  

## Impact économique
Le premier objectif du pipeline est d'approvisionner la Turquie et la Géorgie. En tant que pays de transit, la Géorgie a le droit de prendre 5 % du flux annuel de gaz à travers le pipeline au lieu d'un tarif et peut acheter 0,5 milliard de mètres cubes (18 milliards de pieds cubes) de gaz par an à un prix réduit. À plus long terme, il alimentera l'Europe en gaz naturel caspien à travers les oléoducs prévus du Corridor de gaz du Sud, tels que le gazoduc Trans Adriatic et le gazoduc Trans-Anatolien.

## Société de projet
Le pipeline appartient à la Société du pipeline du Caucase du Sud, un consortium dirigé par BP et SOCAR. Les actionnaires du consortium sont:
- BP (Royaume-Uni) 28,8 %
- TPAO (Turquie) 19 %
- SOCAR (Azerbaïdjan) 16,7 %
- Petronas (Malaisie) 15,5 %
- Lukoil (Russie) 10 %
- Naftiran Intertrade (Iran) 10 %

L'opérateur technique du pipeline est BP et l'opérateur commercial est Statoil. Selon l'accord PSA, l'exploitation commerciale du SCP a été transférée à SOCAR à compter du 1er janvier 2015.

## Expansion du pipeline du sud du Caucase (SCPx)
Dans le cadre du développement du champ complet de Shah Deniz (FFD), autrement appelé le projet Shahdeniz-2, BP étendra le pipeline grâce à l'extension de la capacité en installant deux stations de compression supplémentaires en Géorgie et en Turquie. Cela va presque tripler la capacité de transport actuelle du pipeline jusqu'à 20 milliards de mètres cubes par année.
Cette augmentation de capacité permettrait d'accueillir un gaz supplémentaire de 16 Gm3 provenant du projet SD-2.  